# Вільче-Середнє
Вільче-Середнє (пол. Wilcze Średnie) — село в Польщі, у гміні Блендув Груєцького повіту Мазовецького воєводства.
Населення — 111 осіб (2011).
У 1975-1998 роках село належало до Радомського воєводства.

## Демографія
Демографічна структура станом на 31 березня 2011 року:
|          | Загалом | Допрацездатний вік | Працездатний вік | Постпрацездатний вік |
| -------- | ------- | ------------------ | ---------------- | -------------------- |
| Чоловіки | 52      | 5                  | 38               | 9                    |
| Жінки    | 59      | 13                 | 28               | 18                   |
| Разом    | 111     | 18                 | 66               | 27                   |